# Montone (rivier)

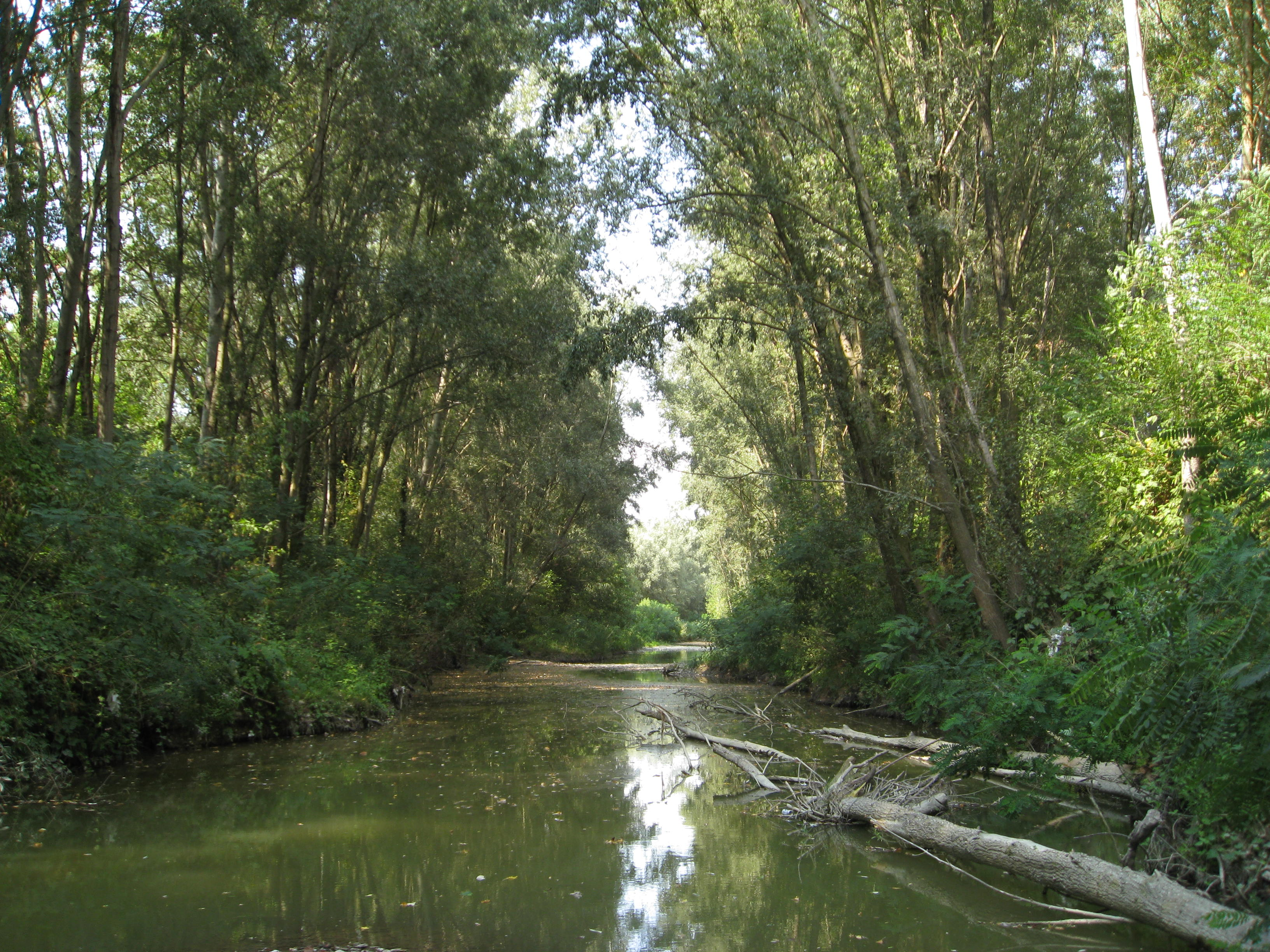
De Montone in Forlì.

De Montone is een rivier in Italië in de historische regio Romagna met een lengte van 56 kilometer. De rivier mondt uit in en behoort tot het stroomgebied van de Uniti, niet de nabije Po.
De bron van de rivier is gelegen in het Nationaal park Foreste Casentinesi, Monte Falterona, Campigna in de Apennijnen op een hoogte van ongeveer 900 meter. Bekende zijrivieren zijn de Rabbi en de Acquacheta. Die laatste is mede bekend omdat het voorkomt in Dante Alighieri's De goddelijke komedie (Inferno, XVI, 94-102).
Ten zuiden van de stad Ravenna stroomt de Montone samen met de Bidente-Ronco om de Uniti te vormen. Deze mondt uit in de Adriatische Zee.
- Virtual International Authority File: 146279486